# ダイバーシティニュース
ダイバーシティニュース（Diversity news）は、LuckyFM茨城放送で毎週月曜日から金曜日の21:00から放送している生放送のラジオニュース番組。

## 概要
月曜日は「社会」、火曜日は「政治」、水曜日は「経済」、木曜日は「エンタメ」、金曜日は「テクノロジー」の五つのテーマを中心に多彩なコメンテータと共に話題のニュースを深掘りしていく番組である。また、この番組はラジオ放送にとどまらず、YouTubeでの動画配信、Webページによるテキスト配信を実施している。

## 出演

### パーソナリティ（キャスター）
- 月: 丸山裕理
- 火: 田中泉
- 水: 瀧口友里奈
- 木: 今井友理恵
- 金: 瀧口友里奈
- 過去のキャスター: 佐藤千晶（火曜日）、山田真以（木曜日）、名越涼（木曜日）

### レギュラーコメンテーター
- 月: 土井香苗、駒崎弘樹、杉山文野、乙武洋匡
- 火: 津田大介、河添恵子
- 水: 川崎裕一、金泉俊輔、マオ・ジトン、瀬尾傑
- 木: 佐渡島庸平、中川悠介、古谷経衡、木村英彦、立川志の春、相川七瀬
- 金: 鈴木寛、中村友哉、宋美玄、清水亮